# Operation Black Buck
Falklandinseln – Südgeorgien – Besetzungszeit – Operation Paraquet – Operation Black Buck – General Belgrano – Sobral – Sheffield – Pebble Island – Operation Mikado – Operation Sutton – San Carlos – Ardent – Antelope – Atlantic Conveyor – Coventry – Goose Green – Mount Kent – Bluff Cove – Mount Harriet – Two Sisters – Glamorgan – Mount Longdon – Wireless Ridge – Mount Tumbledown – Kapitulation

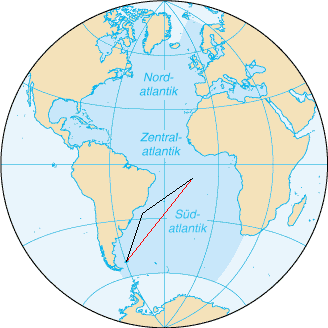
Operation Black Buck (Anflug: rot)

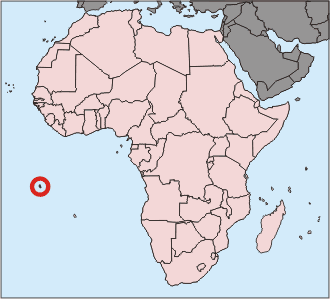
Die Basis von Black Buck lag auf der winzigen Insel Ascension

Operation Black Buck war ein Unternehmen der Royal Air Force zu Beginn des Falklandkrieges, bei der Luftangriffe von einer Basis auf der Insel Ascension über eine Entfernung von 6250 Kilometer gegen Stellungen von Argentinien auf den Falklandinseln geflogen wurden.
Insgesamt wurden im Zeitraum zwischen dem 1. Mai und dem 12. Juni 1982 sieben Fernangriffe durchgeführt, bei denen jeweils zwei V-Bomber vom Typ Avro 698 Vulcan B.2 (eine Reserve) als Angriffsflugzeug und elf Handley Page HP 80 Victor K.2 (eine Reserve) zur Luftbetankung zum Einsatz kamen. Die Kapazitäten reichten aber nicht, um zwei Angriffsflugzeuge in das Zielgebiet zu führen. Die elf Tankflugzeuge begleiteten, sich gegenseitig betankend, den Bomber und flogen mit (fast) leeren Tanks zurück zur Basis, wo sie erneut betankt wurden, um rückkehrende Tanker in der Luft halten zu können. Fünf Tankflugzeuge flogen dann dem zurückkehrenden Bomber entgegen, um ihn auf dem Heimweg zu unterstützen. Während dieser Luftangriffe legte das Angriffsflugzeug teilweise mehr als 13.000 km zurück.
Diese Luftangriffe waren die weitreichendsten und längsten militärische Luftoperationen, die bis zu diesem Zeitpunkt unternommen wurden. Der Rekord wurde erst von US-amerikanischen Luftoperationen im Zweiten Golfkrieg überboten.

## Verlauf

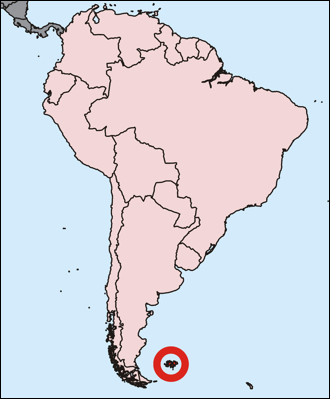
Ziel der Missionen waren die 6250 km entfernten Falklandinseln

### Vorbereitungen
Die Entfernung zwischen Großbritannien und den Falklandinseln beträgt knapp 13.000 km. Ein direkter Angriff vom Mutterland aus hätte also eine Gesamtflugstrecke von mindestens 26.000 km bedeutet, was der Royal Air Force zum damaligen Zeitpunkt nicht möglich war. Als Basis des Angriffes wurde die auf halber Strecke gelegene Insel Ascension, die zum britischen Überseegebiet St. Helena gehört, ausgewählt. Als einziges britisches Kampfflugzeug für große Reichweiten ausgelegt, hatten die Avro Vulcan jedoch für die geplante Operation immer noch eine ungenügende Reichweite. Sie besaßen allerdings Luftbetankungseinrichtungen, die aber zu Beginn des Krieges seit über zehn Jahren nicht mehr benutzt worden waren. Also wurden im April die entsprechenden Anlagen der für den Angriff ausgewählten Vulcans überprüft und instand gesetzt. Des Weiteren wurden die in der Luftbetankung ungeübten Besatzungen entsprechend ausgebildet.
Sowohl die Bomber als auch die Tanker waren für mitteleuropäische Land-Szenarien im Kalten Krieg konstruiert, besaßen also zur Navigation lediglich Bodenverfolgungsradar, das auf markante Bodenkonturen angewiesen und damit für Seeoperationen über mehrere tausend Kilometer nicht geeignet ist. Im Laufe des April wurden alle beteiligten Flugzeuge kurzfristig mit Trägheitsnavigationssystemen ausgestattet.
Da es zu keiner einvernehmlichen diplomatischen Lösung kam, wurden am 29. April zwei Vulcan (XM598 und XM607) von Waddington in England nach Wideawake auf Ascension überführt. Diese Strecke von 6500 km liegt innerhalb der Reichweite dieser Bomber. Der Anflug konnte ohne Luftbetankung durchgeführt werden und dauerte etwa neun Stunden.

### Black Buck 1

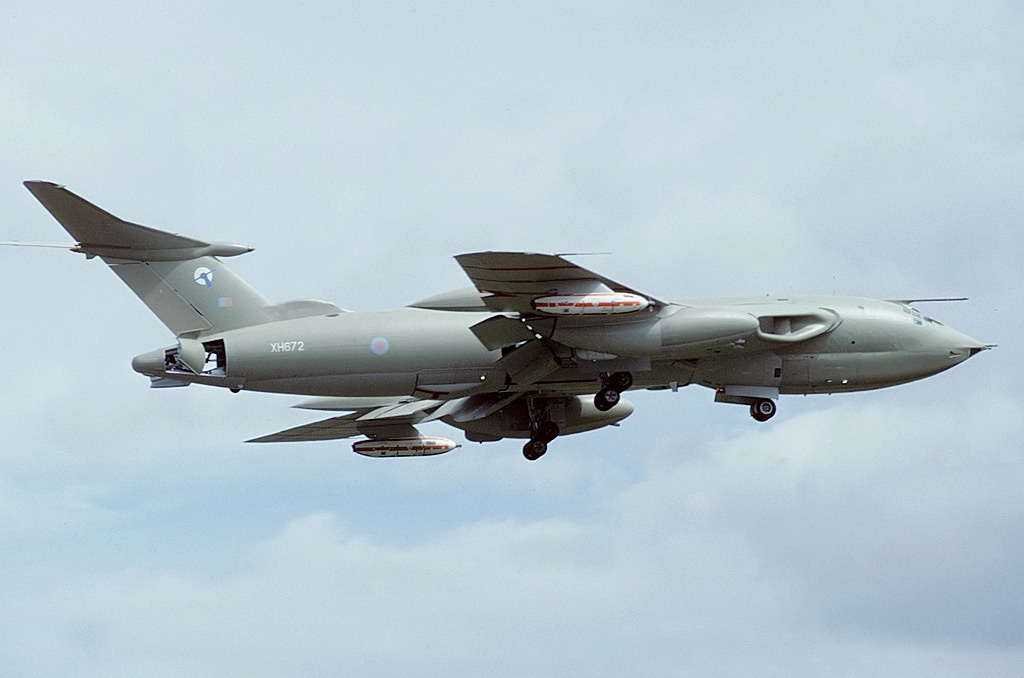
Handley Page H.P.80 Victor, jeweils elf dieser Tankflugzeuge waren beteiligt

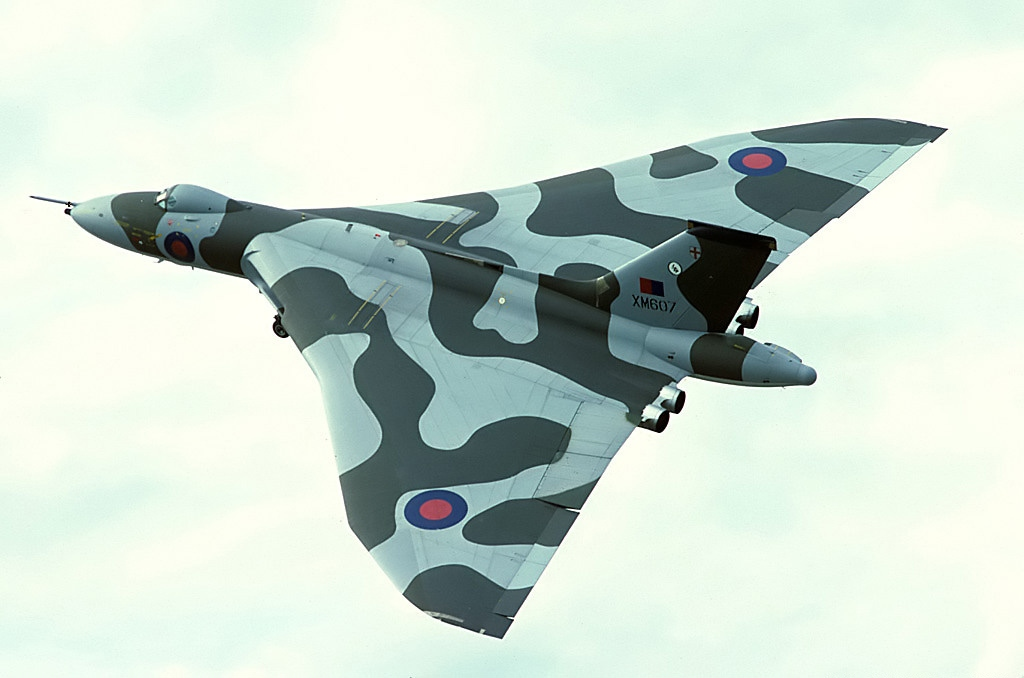
Avro 698 Vulcan Angriffsbomber der Mission – die Maschine mit dem Kennzeichen XM607 flog den ersten Angriff.

Black Buck 1 leitete den britischen Angriff auf die Falklandinseln ein.
Das Missionsziel war ein Angriff mit 21 1000-Lb-Bomben (454 kg) auf die Start- und Landebahn von Port Stanley.
Die Angriffsgruppe bestand aus den beiden Vulcan (eine als Reserve) und elf Victor (eine Reserve).
Die Flugzeuge starteten am 30. April 22:50 Uhr Ascensioner Zeit, was einer Zeit von 19:50 Uhr in Port Stanley entspricht.
Gleich nach dem Start fielen zwei Flugzeuge aus. Die Vulcan XM598 hatte eine undichte Druckkabine und eine der Victors hatte einen defekten Tankleitungsschlauch. Deshalb musste die Ersatz-Vulcan XM607 die Führung übernehmen.
- Die erste Luftbetankung erfolgte nach 105 min und 1400 km südlich von Ascension. Eine Victor betankte die Vulcan, während vier andere Tanker Treibstoff an vier weitere Victor übergaben. Die vier an die anderen Tanker spendenden Tanker mussten ihre Reserve ausschöpfen und kehrten um, da in der Planung des Angriffs ein schwerer Fehler in der Treibstoffkalkulation offenbar wurde. Mit Mühe und Not konnten die Tanker nach Ascension heimkehren.
- Die zweite Kraftstoffweitergabe fand nach 150 min und 450 km südlicher statt. Eine Victor gab ihr Kerosin an die Vulcan, zwei weitere Victor betankten die restlichen drei Lufttanker und die drei Tanker kehrten um.
- 100 min später und 3060 km südlich Ascension wurde ein drittes Mal betankt. Eine Victor betankte die verbliebenen zwei Victor und musste aufgrund des Planungsfehlers wieder ihre Reserve ausschöpfen. Wenig später wurde in dieser Victor ein Treibstoffleck entdeckt und per Funk Hilfe angefordert, die eine der inzwischen am Boden wieder betankten Victors brachte.
- 4350 km südlich Ascension wurde nach fast sechsstündigem Flug in extrem schlechtem Wetter das vierte Mal Treibstoff übergeben. Einer der beiden verbliebenen Tanker versuchte, den anderen zu befüllen, was aber aufgrund technischer Probleme nicht gelang. Deshalb tauschten beide Maschinen ihre Rollen. Folge der erwähnten Fehlplanung und auch des Rollentausches war, dass der letzte Tanker zu wenig Treibstoff an Bord hatte, um nach der letzten Betankung der Vulcan selber nach Ascension zurückkehren zu können, was aufgrund der Funkstille, die wegen der Nähe zum Ziel inzwischen angeordnet worden war, aber nur der Tankerbesatzung bekannt war.
- 650 km vor den Falklandinseln und 5600 km von Ascension entfernt musste die Besatzung der letzten Victor eine schwierige Entscheidung treffen. Die letzte Betankung bedeutete ein enormes Risiko, denn es fehlten 5 t Kerosin für den Rückflug und Hilfe konnte erst nach dem Angriff angefordert werden. Ein weiteres Problem war, dass der verbliebene Treibstoff auch nicht reichte, um den Angriffsbomber vollzutanken, weshalb dieser sogar kurzzeitig die Funkstille brach. Die Tankerbesatzung entschied sich gegen einen Abbruch der Mission und für das Risiko, mehr als 600 km vor Ascension in den Südatlantik zu stürzen.
- 470 km vor dem Ziel ging die Vulcan auf 90 m Höhe, um das argentinische Radar zu unterfliegen. 75 km vor Port Stanley ging die Maschine auf die Angriffshöhe von 3000 m. Feindliche Radarerfassung wurde mit US-amerikanischen Störbehältern vereitelt.
- Die Landebahn wurde planungsgemäß in einem Winkel von 30° überflogen und bombardiert. Ein paralleler Angriff hätte zwar eine größere Zerstörung bringen können, der Querangriff garantierte jedoch eine höhere Trefferwahrscheinlichkeit.
- Zwei Bomben trafen die Landebahn, eine weitere beschädigte den Tower. Drei argentinische Soldaten wurden getötet, mehrere verletzt. Außerdem wurden einige argentinische Pucará beschädigt.
- Nach dem Angriff wurde die Funksperre aufgehoben, wodurch die letzte Victor endlich um Hilfe bitten konnte, die auch gewährt wurde.
- Die Vulcan wurde ebenfalls betankt, wobei es erneut zu technischen Problemen kam. Der Tankstutzen rastete nicht komplett ein, weshalb ein großer Teil des Treibstoffes daneben und auf die Cockpitscheiben floss, wodurch dem Piloten die Sicht verdeckt wurde. Die Betankung musste blind nach Anweisungen des Tankoperators durchgeführt werden.
- Nach 15 Stunden und 45 Minuten Einsatz kehrte der Rest des Verbandes nach Ascension zurück. Bei diesem Angriff erfolgten 18 Luftbetankungen, bei denen insgesamt 225 t Treibstoff übergeben wurden.

Die Black-Buck-1-Mission war von vielen Problemen überschattet. Das Hauptproblem war sicherlich die fehlerhafte Treibstoffkalkulation. Diese entstand durch die erzwungene und überhastete Planung, die keine realitätsnahen Übungen zuließ. Vulcan und Victor haben unterschiedliche Geschwindigkeiten und Flughöhen für ihren jeweiligen optimalen Verbrauch. Außerdem ist in der optimalen Flughöhe die Treibstoffübergabe nicht möglich. Diese Faktoren flossen in die Planung nicht ein. Die Flexibilität und Risikobereitschaft der Besatzungen glichen aber die Planungsfehler aus und machte die Operation durchführbar.
Flt.Lt. W. F. Martin Withers (Kommandant der Vulcan XM607) wurde mit dem Distinguished Flying Cross und der Kommandant der letzten Victor Squadron Leader Bob Tuxford mit dem Air Force Cross ausgezeichnet.
Die dem Feind beigebrachten Schäden und Verluste waren für sich genommen minimal. Der Angriff hatte aber die politische Botschaft, dass Großbritannien nicht bereit war, die Invasion zu akzeptieren und sehr wohl in der Lage war, militärisch zu antworten. Des Weiteren gab es auch eine militärisch nicht zu vernachlässigende Folge. Die argentinischen Militärs zogen infolge von Black Buck 1 wichtige Teile ihrer Luftwaffe aus dem Süden ab, um Ziele auf dem Festland gegen ähnliche Angriffe zu schützen.

### Black Buck 2
Black Buck 2 wurde in der Nacht vom 3. auf den 4. Mai durchgeführt, hatte dasselbe Ziel wie Black Buck 1 und war ein Fehlschlag, da die Bomben ihr Ziel nicht trafen.

### Black Buck 3
Black Buck 3 musste vorzeitig abgebrochen werden, da ein beteiligter Victor-Tanker ausfiel.

### Black Buck 4

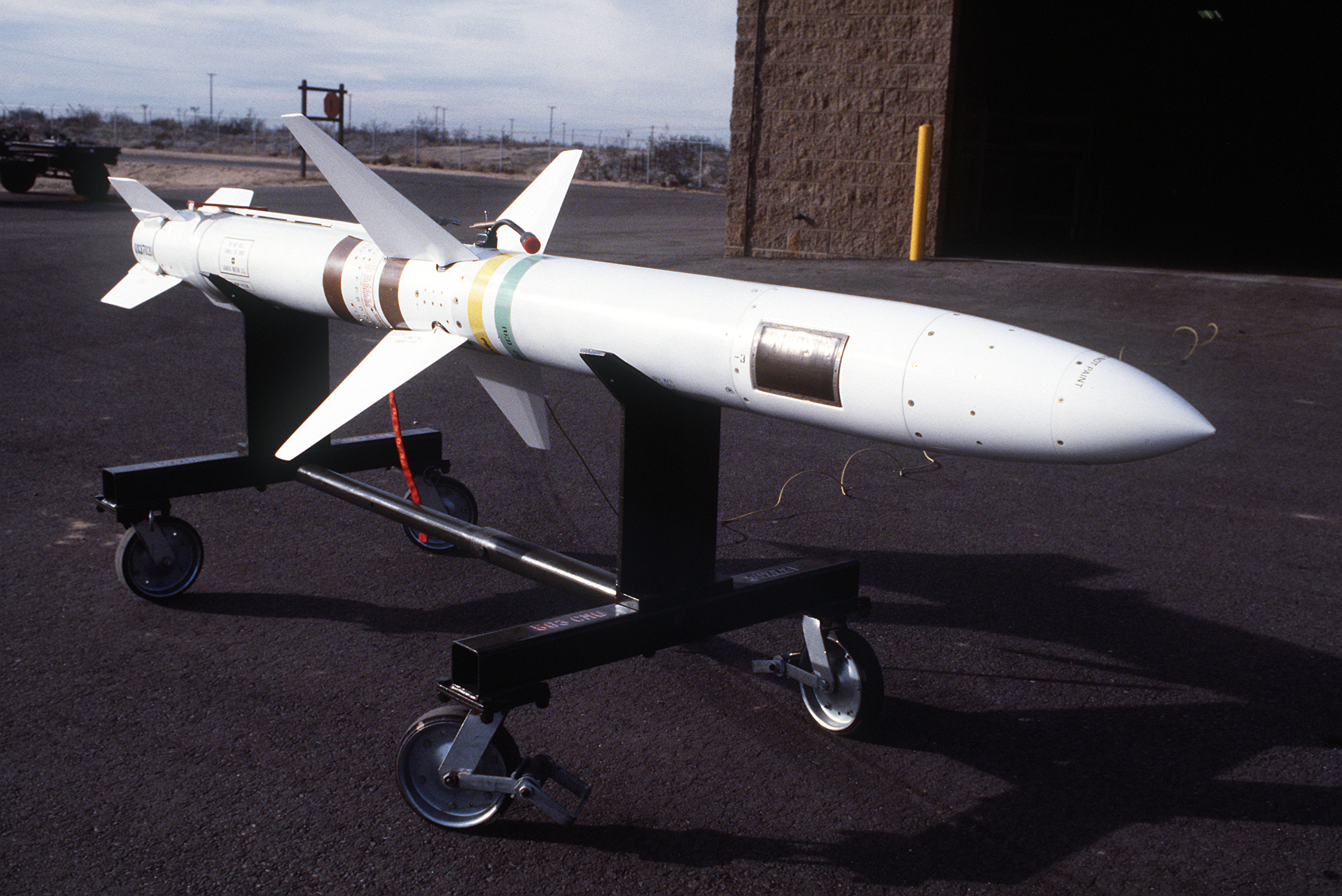
AGM-45 Shrike

Black Buck 4 war eine Mission mit neuen Zielen, die am 28. Mai gestartet wurde. Erstmals sollten US-amerikanische Antiradarraketen AGM-45 Shrike eingesetzt werden, um argentinische Luftabwehrradare anzugreifen. Die Mission scheiterte jedoch in der Anflugphase aufgrund von Betankungsproblemen.

### Black Buck 5
Black Buck 5 wurde am 30./31. Mai durchgeführt. Dieser Einsatz galt erneut der argentinischen Luftverteidigung. Die abermals mit Shrike bewaffnete Vulcan erreichte die Gegend um Port Stanley und kreiste ca. 30 Minuten lang in einer für die argentinische Flak unerreichbaren Höhe in dem Gebiet, um sie dazu zu veranlassen, ihr Radargerät einzuschalten. Zwei Shrikes wurden abgefeuert, verfehlten aber das Ziel, ein AN/TPS-43-Radar, und richteten nur geringen Schaden an.
Die abgeschaltete argentinische Radaraufklärung wurde dann jedoch von Sea Harriern ausgenutzt, um unbehelligt von der argentinischen Luftabwehr den Flugplatz Port Stanley anzugreifen.

### Black Buck 6

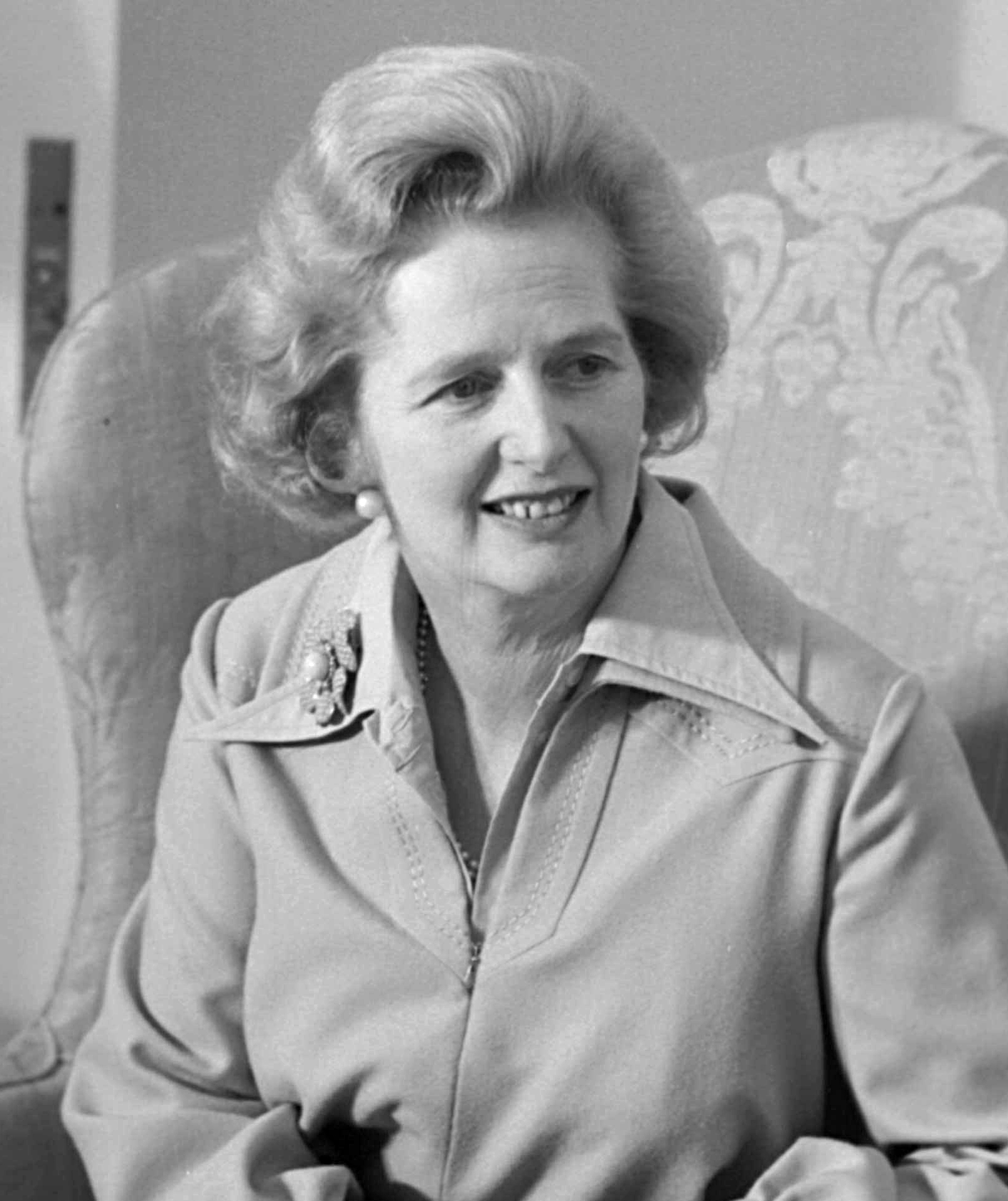
Margaret Thatcher ordnete den Angriff an

Black Buck 6 war neben Black Buck 1 der spektakulärste Einsatz der Black Buck Kampagne.

Der Angriff fand am 2./3. Juni statt. Das eigentliche Ziel war erneut das TPS-43-Radar. Die Vulcan XM597 hatte dieses Mal vier Shrike an Bord, zwei für das TPS und zwei weitere für ein bei Black Buck 5 entdecktes Skyguard-Radar. Das Angriffsflugzeug stieg 50 Meilen vor dem Zielgebiet mit Bedacht auf eine für die argentinische Luftabwehr unerreichbare Höhe von 12.000 ft (ca. 3.660 m) und wurde wunschgemäß aufgefasst und beschossen. Die daraufhin abgefeuerten zwei Antiradarflugkörper trafen ihr Ziel, ein Skyguard-Feuerleitradar und töteten dessen vier Bediener.
Während des Rückfluges versagte die Luftbetankungseinrichtung der Vulcan beim letzten Betankungsvorgang.
Die Besatzung entschied sich entgegen ihren Befehlen – die für einen solchen Fall eine Notwasserung vorsahen – für einen Flug nach Brasilien. Bevor der brasilianische Luftraum erreicht wurde, betätigte die Besatzung die Einrichtung zum Not-Verschuss der beiden verbliebenen Shrikes, eine verblieb jedoch an ihrer Startschiene. Nach der Vernichtung aller geheimen Papiere mittels Abwurf durch die Einstiegluke flog die Vulcan in den brasilianischen Luftraum ein und wurde von brasilianischen F-5 bis zur Landung in Rio de Janeiro eskortiert. Die Besatzung und die Vulcan wurden von den Brasilianern bis zum 10. Juni interniert. Die damals noch relativ moderne Luft-Boden-Rakete hingegen wurde konfisziert und war wahrscheinlich Grundlage entsprechender brasilianischer Waffenprojekte.

### Black Buck 7
Black Buck 7 schloss am 12. Juni die Einsätze der V-Bomber im Falklandkrieg ab. Mit in der Luft zündenden 1000-Pfund-Bomben wurden argentinische Stellungen in Port Stanley angegriffen.

## Fazit
Die Fernluftangriffe hatten – abgesehen von der indirekten Wirkung von Black Buck 1 auf die argentinischen Luftstreitkräfte – so gut wie keine militärische Bedeutung.
Ihre politisch-moralische Wirkung war zumindest zu Beginn des Krieges enorm, denn sie zeigten den Argentiniern, dass sie jederzeit und überall angreifbar waren und den Briten, dass sie in der Lage waren, schnell zu reagieren. Der erste erfolgreiche Angriff gab der britischen Premierministerin Margaret Thatcher die Möglichkeit, Stärke zu zeigen und die eigene Bevölkerung vom Krieg zu überzeugen.
Die britischen Bomber- und vor allen Dingen Tankerbesatzungen zeigten großes persönliches Engagement, das letztendlich entgegen aller Fehlplanung und technischen Unzulänglichkeiten zum Erfolg führte. Die Argentinier hingegen waren von den Angriffsfähigkeiten der Royal Air Force völlig überrascht und hatten aufgrund ihrer begrenzten Flugabwehr-Mittel und auch des Umstandes, dass sie keine Abfangjäger auf den Falklandinseln stationieren konnten, keine großen Möglichkeiten, die Angriffe abzuwehren.